# Ernest Bogusław von Croy

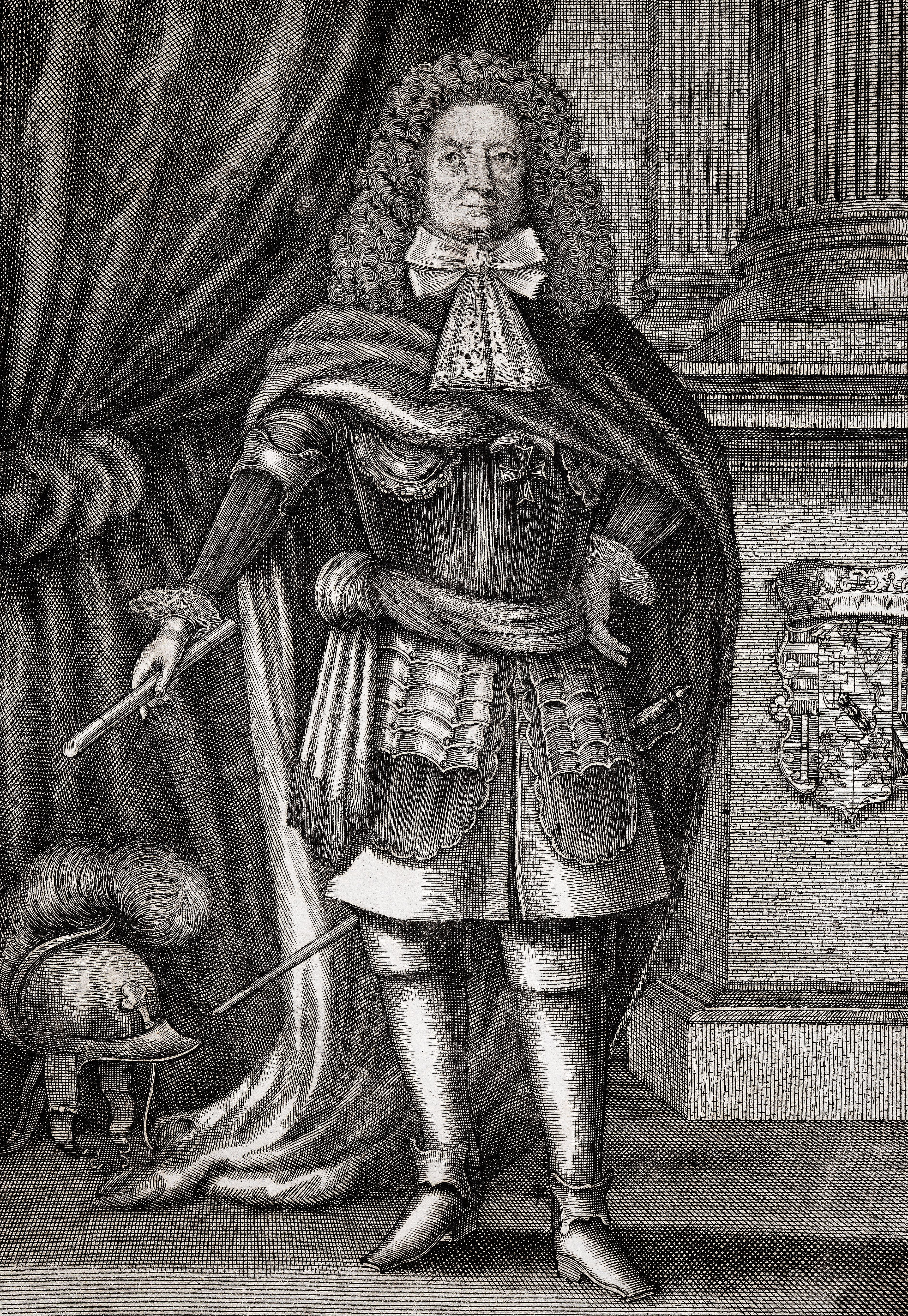
Ernest Bogusław von Croy na miedziorycie z około 1680 roku.

Ernest Bogusław von Croy, Ernest Bogusław de Croÿ (ur. 26 sierpnia 1620 w Vinstingen, zm. 7 lutego 1684 w Królewcu) – biskup kamieński w latach 1637–1670 (od 1650 jedynie tytularny), książę Croy i Aerschot, margrabia Hawru, hrabia Fontenoy i Bayon oraz pan na Dommartin i Vinstingen, namiestnik Pomorza Środkowego i książę kamieński w latach 1665–1670, namiestnik generalny Prus Książęcych 1670-1684.

## Życiorys
Był synem księcia Ernesta de Croÿa i Anny, córki księcia pomorskiego Bogusława XIII.
Już niedługo po śmierci ojca, która nastąpiła 7 października 1620 podczas wyprawy wojennej, jego matka wobec niechętnej postawy krewnych małżonka zdecydowała się opuścić Vinstingen i powrócić na Pomorze Zachodnie. Dlatego też Ernest Bogusław wychowywany był na dworze wuja, księcia pomorskiego Bogusława XIV, który w czerwcu 1633 desygnował go na biskupa kamieńskiego (czyniąc go koadiutorem), który to urząd objął po jego śmierci w 1637.
W 1634 przyjechał do Greifswaldu na studia, a miejscowa poetka Sybilla Schwarz publicznie wygłosiła wiersz Als J.F.G. vohn Croja und Arschott zu Greiffswald, Studierens halben, angelanget, by go powitać.
W 1635 książę Bogusław XIV bezskutecznie starał się wyjednać u króla polskiego Władysława IV lenna Lębork i Bytów dla Ernesta Bogusława, objął on wówczas hrabstwo Nowogardu oraz hrabstwo Maszewa po rodzinie Ebersteinów.
Po śmierci wuja został wybrany 17 maja 1637 przez kapitułę na biskupa kamieńskiego. Od 1647 Ernest Bogusław posiadał po matce również prawa do ziemi słupskiej, którą zapisała mu królowa Szwecji Krystyna dysponująca jeszcze podówczas prawami do ziem na wschód od Odry. Gdy na mocy traktatu westfalskiego w 1648 Brandenburgia zajęła wschodnią część byłego księstwa pomorskiego, zdecydował się zrezygnować z funkcji biskupa, zachowując jednak prawa do tytułu. Zrzeczenie nastąpiło 16 listopada (26 listopada) 1650, a jako ekwiwalent elektor brandenburski Fryderyk Wilhelm wypłacił mu 100 tysięcy reńskich guldenów. Od 17 lutego 1655 namiestnik Pomorza Środkowego i księstwa kamieńskiego, mający swą rezydencję w Golczewie, a od 1670 gubernator Prus Książęcych, którym został po zrzeczeniu się tytułu biskupa kamieńskiego. Mecenas sztuki i rektor Uniwersytetu w Greifswaldzie w latach 1634–1635. W 1682 ufundował sarkofag wraz z epitafium dla swojej zmarłej w 1660 matki, Anny de Croÿ (poddany restauracji w 1978), w który kazał wprawić jej portret.
Ernest Bogusław zmarł 7 lutego 1684 roku na zamku w Królewcu. Pochowany został zgodnie ze swoim życzeniem obok matki przed wielkim ołtarzem w kościele zamkowym pod wezwaniem św. Jacka w Słupsku. Epitafium z naturalnej wielkości marmurową statuą księcia powstało jeszcze za jego życia w 1682. Barokowy sarkofag ostatniego biskupa kamieńskiego eksponowany jest w muzeum na Zamku Książąt Pomorskich w Słupsku.
Ernest Bogusław nie był żonaty. Pozostawił jednak po sobie naturalnego syna ze związku z mieszczką rostocką, Dorotą Levins. Chłopiec ten został legitymowany przez ojca z tytułem szlacheckim jako Ernest von Croyengreiff. Syn księcia zmarł bezdzietnie jako jezuita po roku 1680.
Jednym z zapisów testamentowych księcia, który był spadkobiercą prywatnych zbiorów Gryfitów, było przekazanie uniwersytetowi w Greifswaldzie XVI-wiecznego gobelinu, zwanej obecnie oponą Croya (nazwa pochodzi od miana ofiarodawcy), która miała być zawieszana w ustanowione przez księcia w 1680/1681 święto (niem. Croy-Fest; obchodzone do czasów współczesnych, z przerwą 1930–1992) ku czci wymarłej dynastii odbywające się w murach uniwersytetu co dziesięć lat w dniu śmierci Anny, matki Ernesta Bogusława. Prócz powyższego książę zapisał uczelni również łańcuch z medalionami swoich rodziców (Anny i Ernesta), który pełni funkcję oficjalnego łańcucha rektorskiego.
Wygląd księcia znany jest m.in. z jego portretu z ok. 1682, znajdującego się w zbiorach Uniwersytetu w Greifswaldzie.

## Genealogia
| Karol Filip ur. 1549 zm. 1613 | Karol Filip ur. 1549 zm. 1613 |                                          |                                          | Diana ur. 1552 zm. 1625 | Diana ur. 1552 zm. 1625 |  |  | Bogusław XIII ur. 9 VIII 1544 zm. 7 III 1606 | Bogusław XIII ur. 9 VIII 1544 zm. 7 III 1606 |                                           |                                           | Klara ur. 1 I 1550 zm. 26 I 1598 | Klara ur. 1 I 1550 zm. 26 I 1598 |
|                               |                               |                                          |                                          |                         |                         |  |  |                                              |                                              |                                           |                                           |                                  |                                  |
|                               |                               |                                          |                                          |                         |                         |  |  |                                              |                                              |                                           |                                           |                                  |                                  |
|                               |                               | Ernest de Croÿ ur. ok. 1583 zm. 7 X 1620 | Ernest de Croÿ ur. ok. 1583 zm. 7 X 1620 |                         |                         |  |  |                                              |                                              | Anna pomorska ur. 3 X 1590 zm. 7 VII 1660 | Anna pomorska ur. 3 X 1590 zm. 7 VII 1660 |                                  |                                  |
|                               |                               |                                          |                                          |                         |                         |  |  |                                              |                                              |                                           |                                           |                                  |                                  |
|                               |                               |                                          |                                          |                         |                         |  |  |                                              |                                              |                                           |                                           |                                  |                                  |
|                               |                               |                                          |                                          |                         |                         |  |  |                                              |                                              |                                           |                                           |                                  |                                  |

|  |  | Dorota Levins (konkubina) ur. ? zm. ? | Dorota Levins (konkubina) ur. ? zm. ? | Ernest Bogusław de Croÿ (ur. 26 VIII 1620, zm. 7 II 1684) | Ernest Bogusław de Croÿ (ur. 26 VIII 1620, zm. 7 II 1684) |  |  |  |  |
|  |  |                                       |                                       |                                                           |                                                           |  |  |  |  |
|  |  |                                       |                                       |                                                           |                                                           |  |  |  |  |
|  |  |                                       |                                       |                                                           |                                                           |  |  |  |  |
|  |  |                                       |                                       | Ernest von Croyengreiff ur. 1653 zm. po 1680              |                                                           |  |  |  |  |